# Ербогач
Ербогач (в верховьях — Козыгашка, Рыгач) — река в России, протекает по Новокузнецкому району Кемеровской области. Устье реки находится в 609 км от устья Томи по левому берегу. Длина реки составляет 18 км.
Берёт исток возле посёлка Берёзовая Грива под именами Рыгач и Козыгашка. Протекает через несколько прудов и озёр, бывший посёлок Ербогач и через северо-восточный хутор посёлка Тайжина, после чего благодаря линии Транссиба образует обширное Журавлиное болото. Минуя Транссиб под мостом в районе остановочного пункта 29 км, проходит по окраине дачных участков и вновь под мостом пересекает обходную железнодорожную ветку Новокузнецка, после чего впадает в Томь двумя рукавами — через озеро Прорва протокой Прорва и под своим именем Ербогач.

## Данные водного реестра
По данным государственного водного реестра России относится к Верхнеобскому бассейновому округу, водохозяйственный участок реки — Томь от истока до города Новокузнецк, без реки Кондома, речной подбассейн реки — Томь. Речной бассейн реки — (Верхняя) Обь до впадения Иртыша.